# La trampa (telenovela)
La trampa es una telenovela chilena producida y emitida por Canal 13 durante 1985, creada por Arturo Moya Grau, dirigida por Cristián Mason y producida por Nené Aguirre. Contó con las actuaciones principales de Yael Ünger, Mauricio Pesutic, Ramón Farías, Adriana Vacarezza, Sandra Solimano, Soledad Pérez y Cristián Campos.

## Argumento
Rocío (Soledad Pérez), una joven que trabaja como profesora de danza moderna en un gimnasio de San Bernardo. Es soltera, vive en un pequeño departamento de la misma localidad y tiene una hija de siete años, hija de Luis Miguel (Cristián Campos).
Luis Miguel, tiene una doble vida, ya que durante una parte de la semana convive con Rocío, a la que tiene convencida de que es vendedor viajero, por lo que debe ausentarse regularmente.
Él vive con su madre Diana (Malú Gatica), anciana de cierta alcurnia, pero económicamente venida a menos. Es una mujer dominante, pero su poder lo transmite por una enfermedad inventada que la hace aparecer indefensa y desvalida. 
En estas circunstancias, Luis Miguel, que ama sinceramente a Rocío, no se atreve a hacer pública esta relación por miedo a causarle un disgusto a su madre enferma. Diana en realidad quiere que su hijo se case con Mariblanca (Adriana Vacarezza), millonaria heredera.
Javier Madrid (Jaime Vadell) es un escritor de teatro, famoso y rico, que está casado con Pamela (Carla Cristi), una interesada mujer, aparentemente frívola y vana. Son los padres de Mariblanca. En la misma casa vive también Tamara (Sandra Solimano), hermana de Pamela, y admiradora de Javier. Ella es quien administra la casa. A este grupo caerá Alonso (Patricio Achurra), joven dramaturgo, sin éxito, y muy pobre. La entrada en esta casa producirá muchos conflictos.
Un tercer grupo es el de Selva Marinka (Yael Unger) y sus tres hijos, Alina (Pilar Cox), Fabián (Mauricio Pesutic) y Camilo (Ramón Farías). Es una esforzada mujer que ha logrado superarse y en la actualidad es la dueña de una conocida y exitosa boutique. Sus hijos han recibido una esmerada educación, trabajan y son exitosos. Junto con ellos vive Minerva (Marés González), pariente lejana, trabaja en la boutique y aparentemente las relaciones con Selva no son de las mejores.
Muy relacionado con Selva, aparece el dúo formado por Homero (Walter Kliche) y su hijo David (Cristián García Huidobro). Homero es industrial textil y ayudó a Selva en sus inicios. David, no es de trigos limpios y conquistará tanto a Alina como a Mariblanca.
Jonás (Luis Wigdorsky), en tanto, es un contador viejo y opacado, viudo y con un hijo, Tanelo (Roberto Poblete). Trabaja en la empresa de Homero. Ambos viven solos en un barrio de clase media obrera y son vecinos del Gaviota (Arturo Moya Grau) y su mujer (Gabriela Medina), un constructor de obras. Tanelo se gana la vida como albañil, pero en las noches estudia administración de empresas y auditoría como su padre.

## Elenco
- Yael Unger como Selva Marinka.
- Walter Kliche como Homero.
- Cristián Campos como Luis Miguel.
- Soledad Pérez como Rocío.
- Mauricio Pesutic como Fabián.
- Pilar Cox como Alina.
- Ramón Farías como Camilo.
- Jaime Vadell como Javier Madrid.
- Carla Cristi como Pamela Carrera.
- Adriana Vacarezza como María Blanca "Mariblanca" Madrid.
- Sandra Solimano como Tamara Carrera.
- Ana González como Rosalía.
- Marta Vergara como Sonia.
- Sergio Urrutia como Bonifacio Uno.
- Greta Nilsson como  Esperanza.
- Arturo Moya Grau como El Gaviota.
- Gabriela Medina como Socorro.
- Adriano Castillo como Bonifacio Dos.
- Gloria Barrera como Luz.
- Marés González como Minerva Marinka.
- Jorge Yáñez como Emeterio "Don M".
- Luis Wigdorsky como Jonás.
- Roberto Poblete como Tanelo.
- Malú Gatica como Diana.
- Tennyson Ferrada como León.
- Cristián García Huidobro como David.
- Patricio Achurra como Alonso.
- Aníbal Reyna como Luciano.
- Teresa Berríos como Celia.
- Mireya Véliz como Verónica.
- Ximena Vidal como María Cristina.
- Ester Mayo como Amparo.
- Rodolfo Martínez como Bonifacio Tres.
- Yoya Martínez como Jannette.
- Natalia García Huidobro como Carla.
- Constantino Cienfuegos como  Bonifacio Tres.
- Fernando Kliche como Máximo.
- Maricarmen Arrigorriaga como Mónica Carrera.
- César Arredondo como Sergio.
- Fresia Astica como Flora.
- Luis Arenas como Rodolfo.
- Marta Cáceres como Marina.
- Gloria Canales como Delfina.
- Néstor Corona como Clemnete.
- Olga Cortés como Laura.
- Augusto De Villa como Antonio.
- Nélson Goycolea como Ismael.
- Leonardo López como Francisco.
- Carlos Molina como Antonio.
- Mane Nett como Julieta.
- Carlos Varela como Hernán.
- Armando Fenoglio como Anselmo.

## Curiosidades
- Retransmitida en una sola oportunidad, entre enero y marzo de 1989, en el horario de las 19:15.